# Csongrád-Csanád
Csongrád-Csanád [čongrád-čanád], do 4. června 2020 oficiálně jen Csongrád, je župa, ležící na jihu Maďarska u hranic se Srbskem a Rumunskem. Jejím hlavním městem je Segedín. Na západě sousedí se župou Bács-Kiskun, na severu Jász-Nagykun-Szolnok a na východě se župou Békés.

## Historie
Župa v dnešní podobě vznikla při administrativní reformě roku 1950, ale má tradici sahající hluboko do středověku. Z historického hlediska pokrývá víceméně celé území někdejšího uherského komitátu Čongrád, asi polovinu Čanádu (zbytek je až na výjimky zahrnut do župy Békés) a malou okrajovou část Torontálu (zbytek je rozdělen mezi Srbsko a Rumunsko). 

### Název
První složka názvu je odvozena od stejnojmenného města v severní části župy a má slovanský původ (zřejmě zkomolenina z „Č(o)rn(o)grad“), druhá složka je podle města Čanád (dnes v Rumunsku těsně za hranicemi), nazvaného podle stejnojmenného uherského náčelníka (možná synovce krále Štěpána I.). Dnešní župa byla zavedena roku 1950 jen pod názvem Csongrád, také proto, že území dosavadního Csanádu bylo zhruba rozpůleno mezi nové župy Csongrád a Békés. 
V 90. letech, kdy byly názvy některých žup rozšířeny podle historické tradice (např. Jász-Nagykun-Szolnok, Komárom-Esztergom), vznikly také snahy zohlednit historii tohoto území rozšířením názvu župy na Csongrád-Csanád-Torontál. Nakonec bylo rozhodnuto přidat do názvu jen Csanád, neboť zatímco z historického Torontálu je v dnešním Maďarsku jen zlomek, území Csanádu je v něm téměř celé. Od 4. června 2020 se tak župa oficiálně jmenuje Csongrád-Csanád megye.

## Přírodní poměry
Celé území župy leží ve Velké uherské nížině a je zcela ploché. Ze severu na jih jím protéká Tisa, jejíž výtok (78 m n. m.) je nejnižším bodem celého Maďarska. V Segedíně se do ní zleva vlévá její vůbec největší přítok Maruše (Maros). Severně od Segedína se nachází jezero Fehér-tó. Csongrád-Csanád disponuje velmi úrodnou půdou, pochází odsud značná část celé maďarské zemědělské produkce, vyhlášená je zejména zdejší cibule a paprika.

## Doprava
Župou Csongrád-Csanád prochází hlavní silniční tah z Budapešti směrem na Balkán, dálnice M5, která se u Segedína větví na směr Bělehrad a Soluň (E75) a na odbočku M43 směr Rumunsko (E68). Ze Segedína vycházejí i další hlavní silnice, č. 47 směr Békéscsaba a Debrecín a č. 55 směr Baja.
Z pohledu železnice nemá Csongrád-Csanád takový tranzitní potenciál, i největší uzel Segedín má spíše jen místní význam. Nachází se zde vlakotramvaj Segedín–Hódmezővásárhely.

## Významná města
- Segedín: 168 273
- Hódmezővásárhely: 49 382
- Szentes: 31 638
- Makó: 25 802
- Csongrád: 18 787
- Kistelek: 7 491
- Mindszent: 7 317
- Mórahalom: 5 472

## Okresy
- Okres Csongrád
- Okres Hódmezővásárhely
- Okres Kistelek
- Okres Makó
- Okres Mórahalom
- Okres Segedín
- Okres Szentes